# 関東神農同志会
関東神農同志会（かんとうしんのうどうしかい）は、関東に本拠を持つ的屋系暴力団が大同団結して結成された暴力団同士の連絡調整機関。

## 略歴
昭和58年（1983年）、東京都池袋で、博徒系の暴力団・住吉連合会（会長は堀政夫）幸平一家と的屋系の暴力団・極東関口（総帥は松山眞一。本名は曹圭化）三浦連合会（後の極東会真誠会）とが抗争事件を起こした。堀政夫と松山眞一とが会談し、和解が成立した。これを機に、博徒系暴力団と的屋系暴力団との親睦を図っていく機運が生まれた。
昭和59年（1984年）、関東に本拠を持つ的屋系の暴力団が大同団結して、関東神農同志会を結成した。中核組織は極東会（会長は松山眞一）だった。
同年2月、東京都新宿区のホテルで、関東神農同志会と博徒系暴力団の親睦団体である関東二十日会が、親睦と友好のために、合同食事会を開催した。関東神農同志会と関東二十日会の代表者60人強が出席した。以後毎年1回、関東神農同志会と関東二十日会の合同食事会が開催されることになった。
平成8年（1996年）6月、関東神農同志会は、各加盟団体に、拳銃使用禁止を通達した。